# Bas Heymans

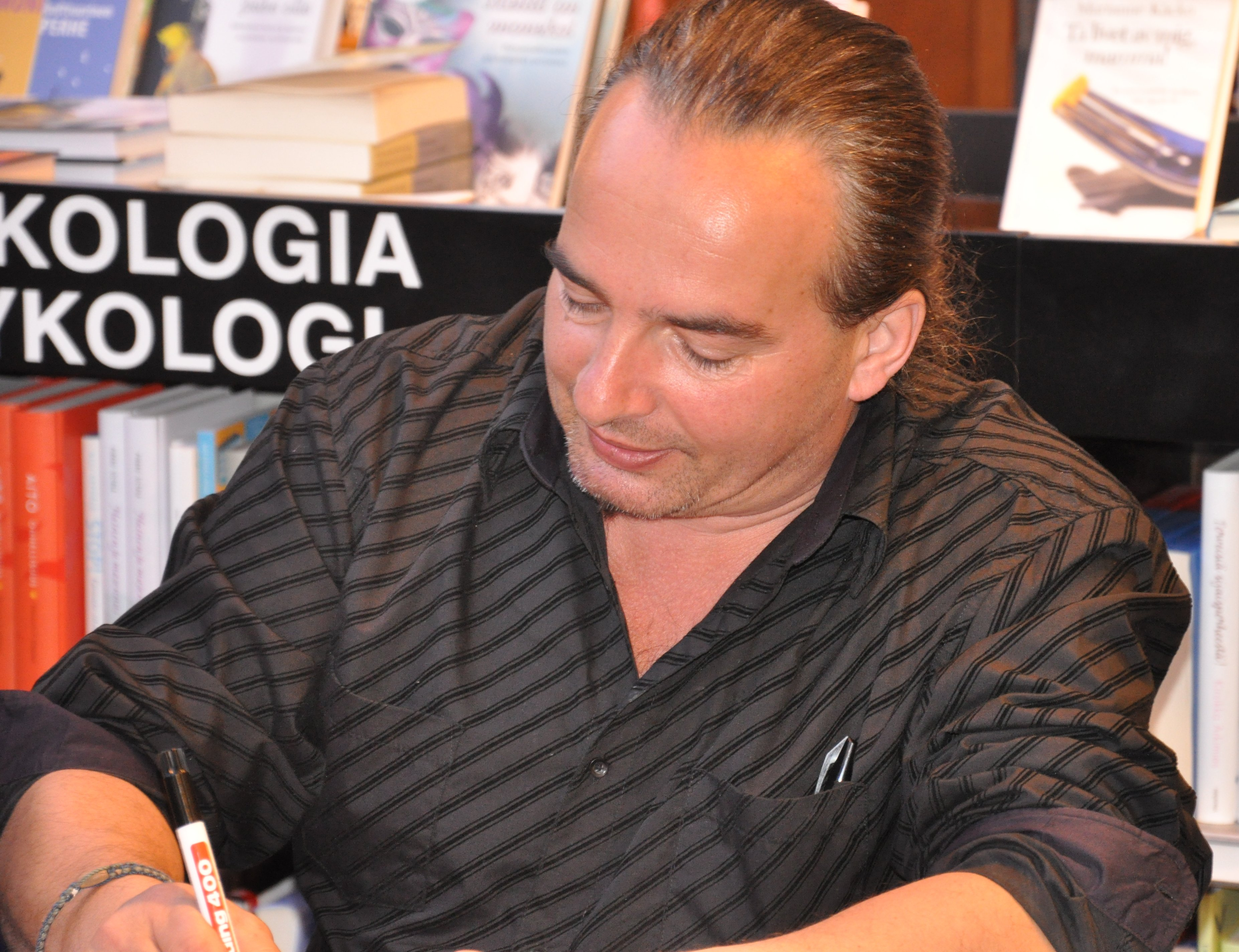
Bas Heymans (Turku, 2009)

Bastiaan 'Bas' Heymans (* 21. März 1960 in Veldhoven) ist ein niederländischer Disney-Comiczeichner.

## Biografie
Bastiaan Heymans wurde am 21. März 1960 in der niederländischen Stadt Veldhoven geboren. Sein Vater, der später für eine Werbeagentur arbeitete, war bereits als Zeichner tätig. Dessen Neigung zum Reisen, als auch der Vitaminmangel des jungen Bas veranlasste die Familie dazu in den Süden nach Korsika zu ziehen, wo Bas zwei Jahre seiner Kindheit verbrachte.
Da Heymans sich schon im Kindesalter dazu entschlossen hatte Zeichner zu werden, zog er, nachdem er die Schule beendet hatte, nach Montpellier und besuchte dort die „Académie des Beaux Arts“. Da der Unterricht dort aber neben Zeichnen auch andere Techniken vermittelte, an denen er weniger interessiert war, brach er das Studium ab und brachte sich das weitere Handwerkszeug des Zeichners selbst bei.
In Amsterdam zeichneten er und sein Bruder Mau Heymans zusammen an einigen Underground Comix. Aber Bas Heymans wollte nicht Comics zeichnen, solange er nur einzelne Produktionsschritte übernehmen durfte. Neben seiner Tätigkeit als Werbegrafiker übernahm er trotzdem das Tuschen einiger Comics, vor allem jener seines Bruders, als Nebenverdienst. Auf diesem Weg gelang es ihm schließlich auch Disneyzeichner zu werden.
Auch als Disneyzeichner bleibt Heymans seiner Maxime, alle Arbeitsschritte zu übernehmen, treu und tuschte daher fast alle Comics selbst. Donald Duck ist nach eigenen Angaben seine Lieblingsfigur, da er sich mit ihr am meisten identifizieren kann. Neben seiner Tätigkeit als Disneyzeichner, arbeitete Heymans auch lange Zeit für den KNVB, von dessen Fußballmaskottchen Dutchy er einige Comicgeschichten produzierte.
Sein Sohn Pasqua Heymans schreibt seit 2013 Disney-Storys für ihn.
Zum Zeichnen als seiner Leidenschaft sagte er: „Ich bin eigentlich nicht sehr ehrgeizig. Wichtig ist für mich, jeden Tag am Morgen anzufangen und gut zu beenden. Man sollte gut leben und das tun, was man möchte und kann. Für mich ist das das Zeichnen. Ein Tag ohne Zeichnen ist praktisch ein verlorener Tag.“

## Stil
Stilistisch sind sich die Heymans-Brüder sehr ähnlich und für das ungeübte Auge kaum zu unterscheiden. Signifikant für beide ist die Proportionen der Enten mit langen Hälsen und Schnäbeln, die entfernt an die Enten des frühen Barks erinnern. Weiterhin ist das oft das sehr struwelige Haar Donalds und die Mütze, die auf der Seite sitzt und die großen Augen, die einen besonders breiten Platz im Gesicht einnehmen.